# جزيرة بون
جزيرة بون (بالإنجليزية: Bonne Island)‏ هي جزيرة صخرية قاحلة في خليج مين على بعد 6 ميل (9.7 كم) من ساحل يورك، الجزيرة التي يبلغ ارتفاعها حوالي 300 قدم (91 مترًا) في 700 قدم (210 مترًا) عند انخفاض المد، هو موقع جزيرة بون، على ارتفاع 137 قدمًا (42 مترًا)، وهي أطول منارة في نيو إنجلاند. تحطمت العديد من السفن على شواطئها الصخرية. يذكر جون وينثروب المحامي الإنجليزي البروتستانتي وأحد الشخصيات البارزة في تأسيس مستعمرة خليج ماساتشوستس مروره من جزيرة بون في القرن السابع عشر.

## جزيرة بون لايت
شييدة منارة خشبية ليوم واحد في عام 1799 لكنها استمرت خمس سنوات فقط. تحوم العواصف الشديدة جزيرة بون بشكل متكرر، والتي يبلغ ارتفاعها 14 قدمًا (4.3 مترًا) فوق مستوى سطح البحر عند أعلى نقطة لها. يمكن للبحار العنيفة أن تلقي الصخور على سطحها وتهدم الهياكل. شُيدت المنارة الحجرية الحالية في عام 1811 وبنيت على ارتفاع 32 قدمًا فوق الماء، ثم أعيد بناؤها في عام 1831 على ارتفاع 49 قدمًا لكنها تضررت. وبالتالي، في 1854-1855، بنيت أطول منارة في نيو إنجلاند، منارة بون 133 قدمًا (40 مترًا) من كتل صخور نارية ضخمة بتكلفة 25000 دولار أمريكي. كان لها مستوى حفرة عميقة من 137 قدم (42 م). كان الحراس المستعدون للعيش في مثل هذا المكان قليلون. اضطر العمال في الجزيرة إلى الانسحاب في عام 1978 بسبب عاصفة شتوية قوية. ارتفعت المياه على ارتفاع خمسة أقدام فوق البرج وأزاحت عددًا من أجزائه. في اليوم التالي أنقذت مروحية العمال. أصلح البرج وشُغل آليًا، ولم يعد بحاجة إلى حارس مقيم. يعمل الآن بالطاقة الشمسية.

## ملكية
قام خفر السواحل الأمريكي بتأجير منارة جزيرة بون إلى مؤسسة المنارة الأمريكية (ALF) في مايو 2000 لترميمها. في عام 2014، تم بيع المنارة لمطور العقارات آرت جيرارد في عام 2014، باعها في عام 2015 إلى شركة جزيرة بون المحدودة.

## روابط خارجية
تاريخ جزيرة بون لايت